# Terelabrus rubrovittatus
Terelabrus rubrovittatus är en fiskart som beskrevs av John E. Randall och Fourmanoir, 1998. Terelabrus rubrovittatus ingår i släktet Terelabrus och familjen läppfiskar. IUCN kategoriserar arten globalt som livskraftig. Inga underarter finns listade i Catalogue of Life.